# China Eastern Airlines
China Eastern Airlines (chinois simplifié: 中国 东方 航空公司; chinois traditionnel: 中國 東方 航空公司, familièrement connu sous le nom de 东航 / 東航) est une compagnie aérienne basée dans le China Eastern Airlines Building, sur les terrains de l'aéroport international de Shanghai Hongqiao dans le district de Changning à Shanghai en Chine. Avec Air China et China Southern Airlines elle fait partie des trois plus grandes compagnies aériennes de la république populaire de Chine. Elle exploite des routes internationales, nationales et régionales. Ses principaux hubs sont à l'aéroport international de Shanghai-Pudong et à l'aéroport international de Shanghai Hongqiao, avec des hubs secondaires à l'aéroport international de Pékin-Capitale, à l'aéroport international de Kunming Changshui et à l'aéroport international de Xi'an Xianyang.
China Eastern Airlines est le deuxième plus grand transporteur de la Chine par nombre de passagers. China Eastern et sa filiale Shanghai Airlines sont devenues le 14e membre de SkyTeam le 21 juin 2011. La société mère de China Eastern Airlines Corporation Limited (SSE: 600115 SEHK: 670 NYSE: CEA) est le China Eastern Airlines Group, une entreprise d'État qui était supervisée par la Commission de supervision et d'administration des actifs du Conseil d'État.

## Historique

### Fusions et acquisitions

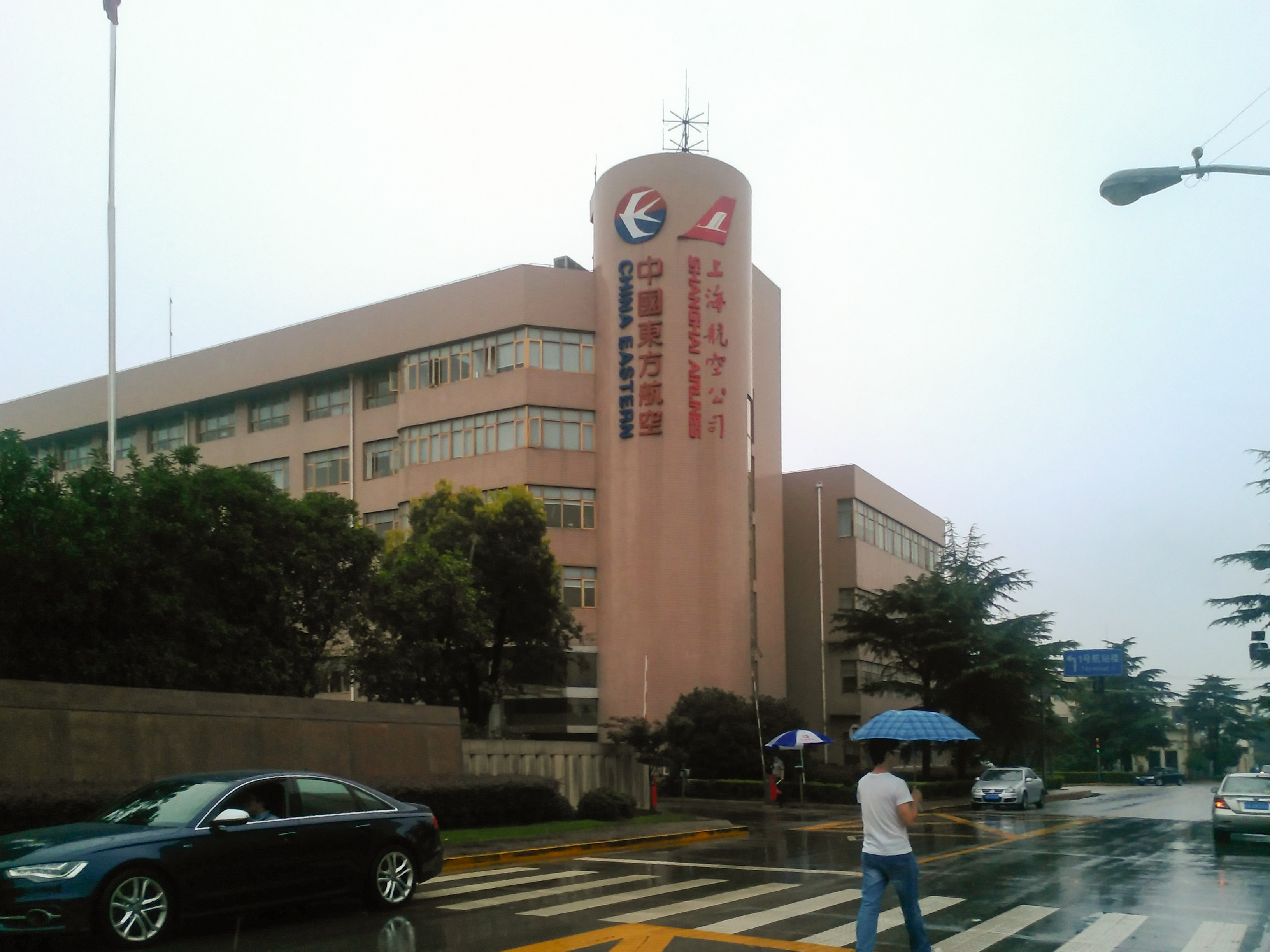
Siège de China Eastern Airlines et Shanghai Airlines

Fondée le 25 juin 1988, la compagnie fusionne successivement avec les compagnies aériennes suivantes :
- China General Aviation (en) en 1997
- Air Great Wall en 2001
- Wuhan Airlines en 2002
- China Yunnan Airlines en 2003
- China Northwest Airlines en 2003
- Shanghai Airlines en 2010

En 2021, c'est une des trois plus importantes compagnies aériennes de la république populaire de Chine en nombre de passagers,.
China Eastern Airlines a intégré l'alliance Skyteam en 2011 à la suite d'un accord signé en 2010. Sa filiale Shanghai Airlines a rejoint en même temps l'alliance. Shanghai Airlines a été membre de Star Alliance jusqu'au 31 octobre 2010.
En juillet 2017, China Eastern Airlines prend une participation de 10 % dans le capital du groupe Air-France - KLM.

### Santé financière
Le 15 avril 2009, la compagnie aérienne China Eastern Airlines, troisième du pays, annonce une perte nette 2008 de 15,3 milliards de yuans (1,7 milliard d'euros), après un bénéfice de 378,6 millions de yuans (42 millions d'euros) en 2007. Selon la compagnie, ces mauvais résultats sont dus à la chute du nombre de passagers, aux cours élevés des carburants et à de mauvais choix dans les contrats de couverture sur carburants dans un contexte de volatilité des prix du pétrole. Le chiffre d'affaires a baissé de 3,4 %, à 41,1 milliards de yuans (4,6 milliards d'euros), alors que les coûts opérationnels ont augmenté de 32,5 % à 56,8 milliards de yuans, les coûts de carburants passant à 18,5 mds yuans (+22,3 %) et la perte de couverture sur les carburants s'est élevée à 6,2 mds yuans. En 2008, la compagnie a reçu du gouvernement une aide de 7 milliards de yuans pour la renflouer.

## Flotte
En mai 2025, les appareils suivants sont en service au sein de la flotte de China Eastern Airlines,,, :

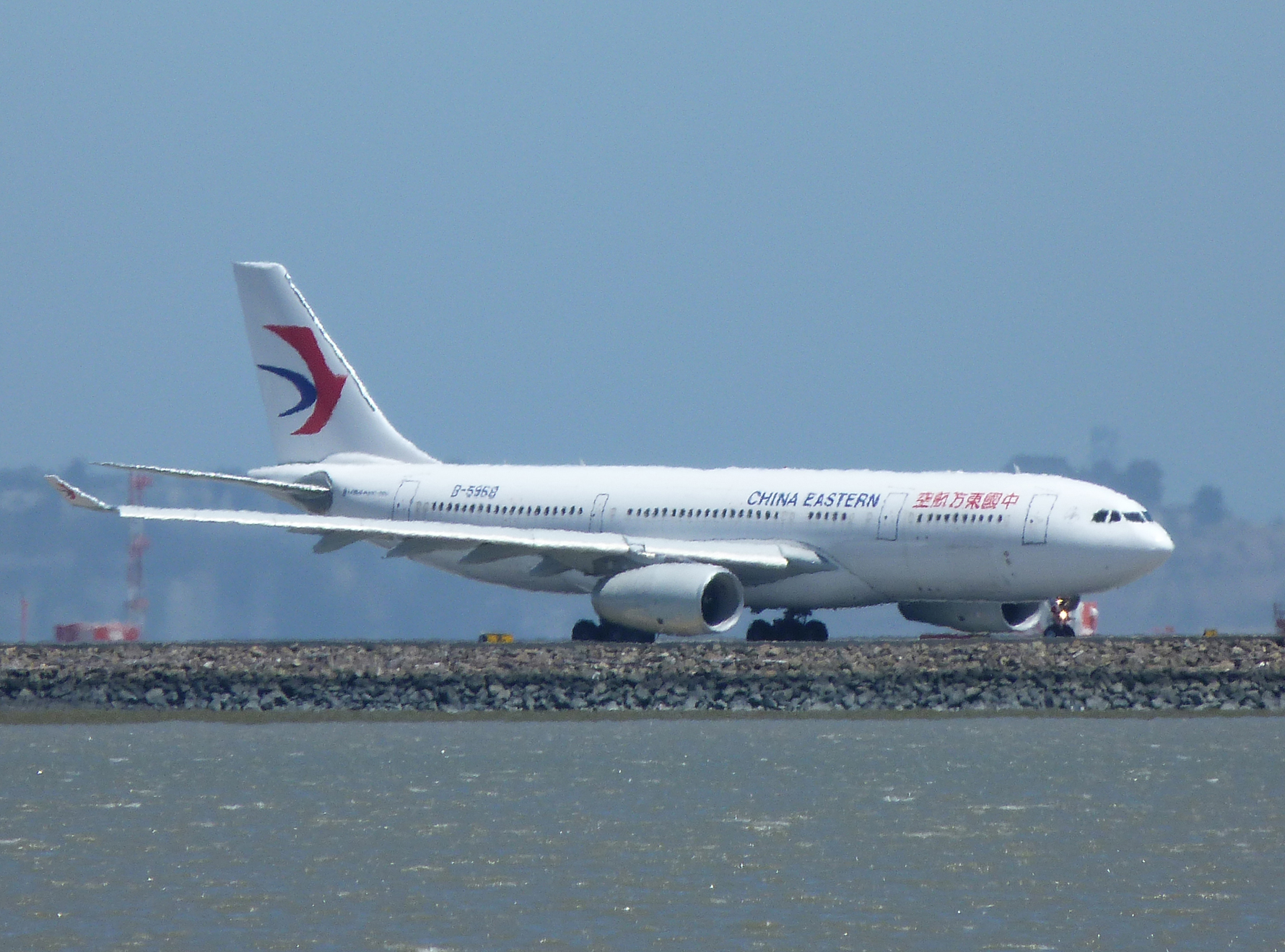
Airbus A330-200
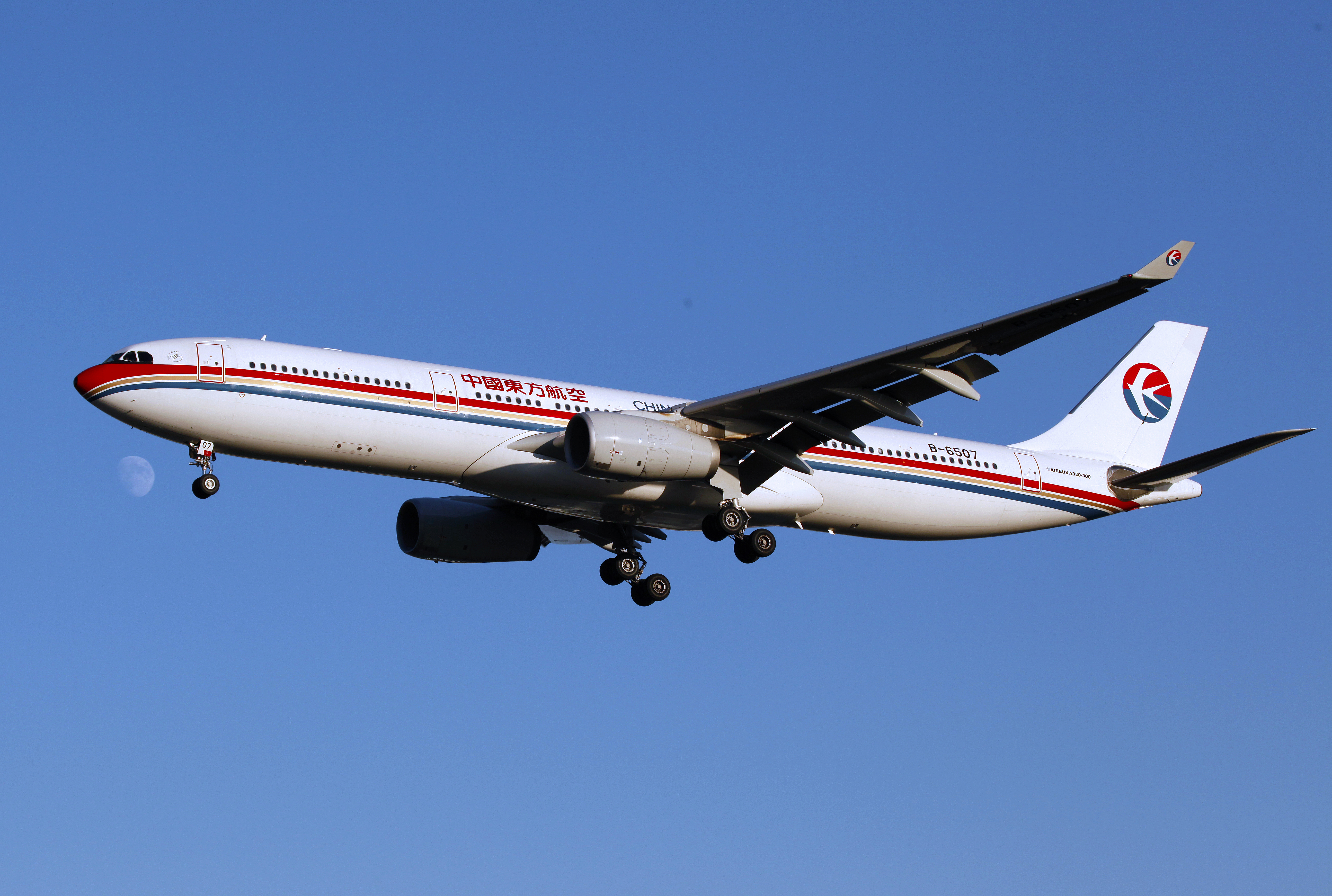
Airbus A330-300
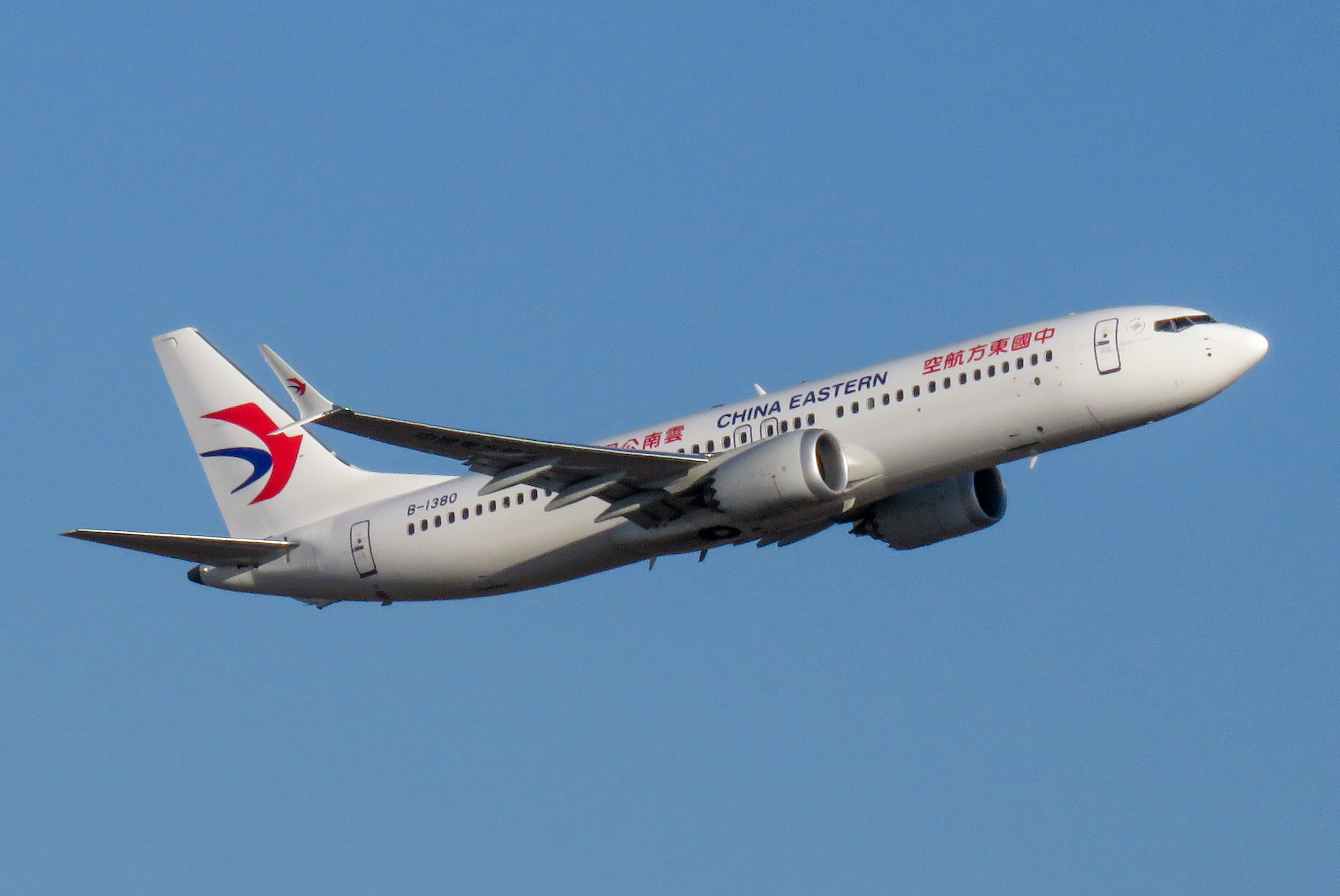
Boeing 737-8 MAX
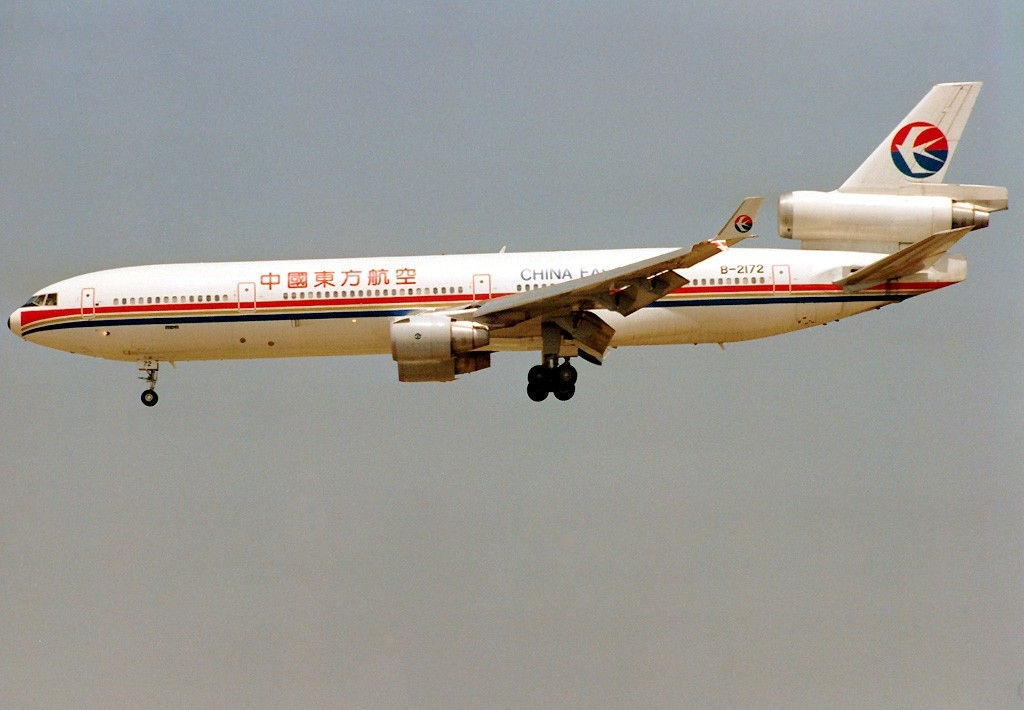
McDonnell Douglas MD-11 en 1993

### Flotte historique
- Airbus A300-600R
- Airbus A310-200
- Airbus A340-300 & 600
- Boeing 737-200
- Boeing 767-300
- British Aerospace 146-100 & 300
- Bombardier CRJ200
- Embraer ERJ-145
- Fokker F100
- McDonnell Douglas MD-11F
- McDonnell Douglas MD-82 & 90

## Destinations

### Chine
- Chengdu
- Chongqing
- Harbin
- Wuhan
- Tianjin
- Kangding
- Yulin
- Shanghai
- Changzhou
- Zhoushan
- Xiangyang
- Jiamusi
- Lincang
- Wanzhou
- Shijiazhuang
- Lianyungang
- Yichang
- Wuxi
- Jinzhou
- Shantou
- Hailar
- Qiqihar
- Handan
- Jining
- Pékin
- Shenzhen
- Hangzhou
- Qingdao
- Zhengzhou
- Changchun
- Jiuzhaigou
- Qinhuangdao
- Dandong
- Jiujiang
- District de Simao
- Weihai
- Mianyang
- Yuncheng
- Xingyi
- Liuzhou
- Yantai
- Huai'an
- Zhaotong
- Lanzhou
- Lhassa
- Yan'an
- Yichun
- Changzhi
- Canton
- Xiamen
- Dalian
- Shenyang
- Guiyang
- Taiyuan
- Hohhot
- Chifeng
- Diqing
- Ganzhou
- Mudanjiang
- Xining
- Wuhai
- Zhanjiang
- Mangshi
- Nanchong
- Zhuhai
- Zhangjiajie
- Xian de Wenshan
- District de Tunxi
- Xian de Tengchong
- Yanji
- Ningbo
- Beihai
- Kunming
- Ürümqi
- Changsha
- Sanya
- Nanning
- Nanchang
- Yinchuan
- Baoshan
- Dunhuang
- Wenzhou
- Hotan
- Yibin
- Enshi
- Yushu
- Wuyishan
- Jinggangshan
- Tangshan
- District de Huangyan
- Manzhouli
- Dali
- Linyi
- Yancheng
- Ordos
- Xi'an
- Nankin
- Haikou
- Jinan
- Fuzhou
- Lijiang
- Xilinhot
- Luoyang
- Hefei
- Dazhou
- Jiayuguan
- Jixi
- Golmud
- Nanyang
- Baotou
- Kachgar
- Quzhou
- Jinghong
- Datong
- Fuyang
- Luzhou
- Guilin
- Foshan

### Asie
- Dacca
- Hong Kong
- Bangkok, Phuket
- Manille
- Malé
- Naha, Fukuoka, Tokyo, Osaka, Nagoya, Niigata, Chitose
- Kuala Lumpur
- Bali
- Phnom Penh
- Taipei, Kaohsiung
- Pusan, Daegu, Jeju, Muan, Séoul (aéroport de Gimpo, aéroport d'Incheon)
- Delhi, Calcutta, Bombay
- Macao
- Katmandou
- Singapour
- Colombo
- Hô Chi Minh-Ville, Hanoï

### Europe
- Londres
- Amsterdam
- Paris
- Rome
- Prague
- Francfort-sur-le-Main, Düsseldorf
- Moscou, Saint-Pétersbourg
- Madrid
- Stockholm
- Genève

### Amérique
- New York, Seattle, Los Angeles, Honolulu, San Francisco
- Montréal, Vancouver, Toronto

### Océanie
- Sydney, Canberra, Melbourne, Cairns, Hobart, Adélaïde
- Auckland, Christchurch, Wellington

## Incidents et accidents
- Le 15 août 1989, un vol China Eastern de Shanghai à  Nanchang, assuré par un Antonov An-24 (Reg. B-3417) s'est écrasé au décollage, à la suite d'une défaillance du moteur No.2, causant la mort de 34 des 40 personnes à bord.
- Le 26 octobre 1993, le vol 5398 de Shenzhen à Fuzhou, assuré par un McDonnell-Douglas MD-82 (Reg. B-2103) s'est écrasé à proximité de l'aéroport de Fuzhou, après une tentative d'approche échouée, causant la mort de 2 personnes sur les 80 personnes à bord.
- Le 10 septembre 1998, le vol 586 de Shanghai à Pékin, assuré par un gros-porteur McDonnell-Douglas MD-11 (Reg. B-2173) s'est abîmé à l'atterrissage à l'aéroport international Shanghai Hongqiao du fait d'une défaillance de tuyauterie. Il n'y a pas eu de blessés.
- Le 21 novembre 2004, le vol 5210 de Baotou à Shanghai, assuré par un Bombardier CRJ-200 (Reg. B-3072) s'est écrasé en Mongolie-Intérieure une minute après le départ, causant la mort de la totalité des 53 occupants.
- Le 21 mars 2022, le vol 5735 de Kunming à destination de Canton, assuré par un Boeing 737-800, s'est écrasé dans le sud-est de la Chine, entraînant la mort des 132 occupants de l'appareil[11].